# Liste der Kulturdenkmale in Meura
In der Liste der Kulturdenkmale in Meura sind alle Kulturdenkmale der thüringischen Gemeinde Meura (Landkreis Saalfeld-Rudolstadt) und ihrer Ortsteile aufgelistet (Stand: 12. Februar 2013).

## Meura
Einzeldenkmale
| Bild                           | Bezeichnung             | Lage                                | Datierung | Beschreibung                 | ID |
| ------------------------------ | ----------------------- | ----------------------------------- | --------- | ---------------------------- | -- |
| Fotos hochladen                | Scheune                 | Ortsstraße                          |           | am Ortsausgang nach Rohrbach |    |
| Fotos hochladen                | Gasthof „Meurastein“    | Ortsstraße 9 (Karte)                |           |                              |    |
| Fotos hochladen                | Ehemalige Schule        | Ortsstraße 36 (Karte)               |           | heute Gemeindeverwaltung     |    |
| Fotos hochladen                | Gasthof „Zum Haflinger“ | Ortsstraße 80/81 (Karte)            |           |                              |    |
| weitere Bilder Fotos hochladen | Dorfkirche              | Ortsstraße 96A, 98744 Meura (Karte) |           | Kirche mit Ausstattung       |    |
| Fotos hochladen                | Wohnhaus                | Ortsstraße 138 (Karte)              |           |                              |    |

## Quelle
- Denkmalliste des Landkreises Saalfeld-Rudolstadt. (PDF; 632 kB) kreis-slf.de